# Missi dominici
Missi dominici (medeltidslat. "kungliga sändebud", singular missus dominicus) var ämbetsman som skickades ut av det karolingiska rikets härskare för att kontrollera de grevar som skötte den lokala administrationen. Till skillnad från en corrector i det antika Rom reste ämbetsmännen enligt ett på förväg fastställt schema och enligt en fast resplan.
Den här typen av sändebud förekom redan på merovingernas tid, men inspektionerna gjordes då mera tillfälligt eftersom grevarna stod under uppsikt av hertigar. Karl den store avskaffade systemet med hertigar och gjorde missi dominici till en fast del i statsförvaltningen. Sändebuden reste årligen till ett missaticum (ett område bestående av flera grevskap) och var oftast två till antalet: en präst (biskop eller abbot) och en lekman. Under Ludvig den fromme bildade varje ärkestift ett "missaticum". Sändebudens uppgift var att på kejsarens eller kungens vägnar stävja missbruk och korruption i den andliga och världsliga förvaltningen, och i synnerhet att kontrollera rättskipningen. Sändebuden hade själva rätt att fälla domar och tillsätta skabiner (se échevin), samt att kungöra kungliga förordningar (kapitularier). De hade även i uppgift att bevaka kronans rättigheter, avkräva befolkningen trohetsed och organisera krigstjänstskyldigheten.
Inom sina missatica skulle sändebuden hålla ett eller flera ting där de gjorde en undersökning (inquisitio) om förhållandena inom området. De utsåg ett antal personer ur befolkningen som svor ed att svara sanningsenligt på sändebudens frågor, till exempel om rättskipning, tvister, om det fanns grova brottslingar i området, och så vidare. Seden med dessa "inkvisitioner" spred sig från Normandie till England efter frankerrikets fall, och kan ha medverkat till jurysystemets uppkomst i den anglosaxiska rätten. Efter fullgjord inspektionsresa skulle sändebuden avlägga rapport för regenten. I och med att länsherrarna blev mer självständiga från kejsaren upphörde successivt centralmaktens kontroll över förvaltningen.